# Tanque superpesado

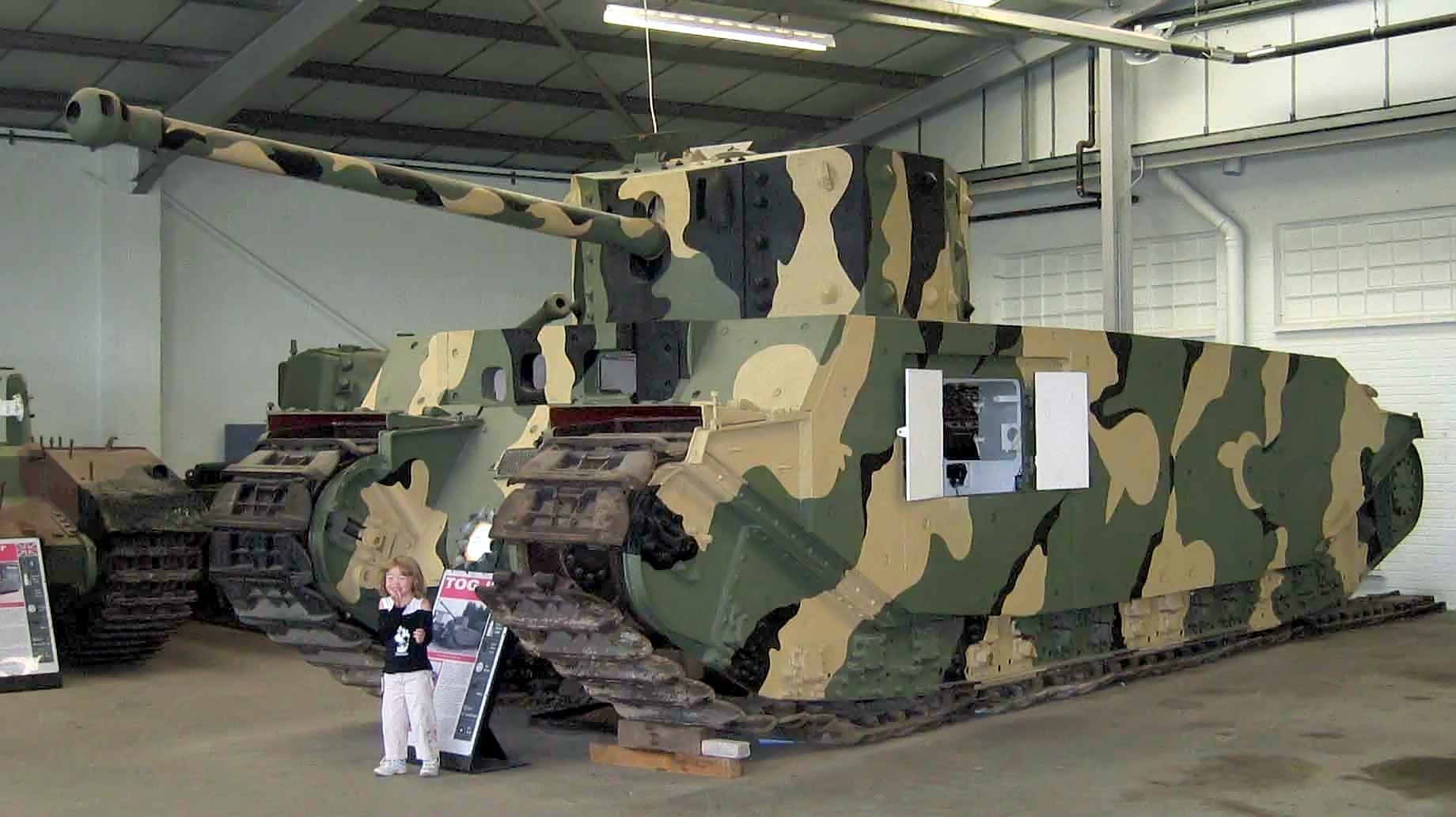
TOG2 británico de 80 toneladas en el museo de tanques de Bovington.

Un tanque superpesado, también llamado blindado superpesado, es un término semioficial para cualquier vehículo blindado de combate cuyo peso exceda la clase de tanque pesado. Dicho esto, se pueden distinguir de otros blindados por su gran volumen y masa. La clasificación de tanques por peso solo cobra significado al comparar vehículos contemporáneos.

## Historia
En diversas ocasiones se iniciaron programas para la creación de un vehículo indestructible con el fin de penetrar las líneas enemigas, sin correr el riesgo de que este fuese destruido en combate; aun así, solo unos pocos tanques de dichas características fueron construidos y existe poca evidencia de que alguno de ellos participó en combate. Se diseñaron ejemplares tanto en la Primera Guerra Mundial como en la Segunda Guerra Mundial, junto con unos pocos en la Guerra Fría.

### En la Primera Guerra Mundial

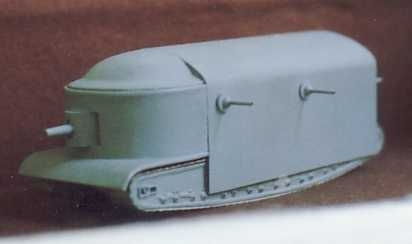
Modelo a escala de "Flying Elephant", un diseño británico.

El primer tanque superpesado fue diseñado por el ingeniero naval de nacionalidad rusa Vasily Mendeleyev el cual trabajó en el proyecto desde 1911 hasta 1915. Se visionaba que el tanque sería invulnerable a casi cualquier amenaza de la época pero no se construyó ningún prototipo debido al alto costo de construcción del proyecto. Después de la construcción los primeros tanques pesados británicos durante la Primera Guerra Mundial, estos se decidieron a subir la apuesta y diseñaron el tanque superpesado "Flying Elephant" (Elefante volador), el cual sería invulnerable al fuego de artillería. Ya que la movilidad era más importante que la protección, y que los tanques ya desarrollados eran efectivos, se dejó de trabajar en el proyecto. El Imperio Alemán diseñó el K-Wagen (Großkampfwagen), el cual montaba 4 cañones y constaba de 27 tripulantes. Dos de ellos estaban siendo construidos al término de la guerra y ambos fueron desguazados. 

### Periodo de la Segunda Guerra Mundial
Durante Segunda Guerra Mundial, todas las potencias involucradas introdujeron prototipos para cumplir roles especiales. Adolf Hitler fue un partidario del tipo de armas que "ganan guerras" y apoyó proyectos como el Maus de 188 toneladas, incluso diseños más imponentes como el Landkreuzer P. 1000 Ratte de 1000 toneladas y el Landkreuzer P. 1500 Monster de 1500 toneladas. Tanto los británicos como los soviéticos diseñaron prototipos similares al Jagdtiger, y EE. UU. trabajó en el prototipo llamado "T95 Gun Carriage" (Afuste T95), el cual pasó a llamarse "T28 Super Heavy Tank" (Tanque superpesado T28). Sin embargo, la mayoría de estos diseños nunca pasaron la etapa de prototipo y solo algunos de ellos llegaron a ser producidos.

### Periodo de la Guerra Fría
La idea de construir tanques superpesados vio menos desarrollo después de la SGM, al menos no después de la aparición de las armas nucleares y de que se comprobó que ningún vehículo blindado podría resistir el ataque de estas armas. Los avances en tecnologías de blindaje permitieron que los tanques pesados se mantuviesen en el rango de aproximadamente 65 toneladas. Algunos ejemplos son el Objeto 279 soviético y el T29 americano.

### Después de la Guerra Fría
Mayores avances en tecnología de blindaje le permitieron a los tanques de finales del siglo XX defenderse con lo que equivale a un metro de blindaje homogéneo laminado (el tipo de blindaje utilizado previamente, ahora se menciona para comparar distintos tipos de blindaje). El desarrollo de nuevas armas, confieren a cualquier adversario con similar desarrollo armamentistico la capacidad de destruir cualquier objetivo, en gran medida gracias a la utilización de una gran gama de sensores y ópticos para detectar a dicho objetivo. Esto significa que añadir más blindaje no aumentaría la protección del vehículo de manera significativa, por lo cual hoy en día se toma el enfoque de que, dentro de lo posible, hacer que los blindados sean invisibles a los equipos de detección, junto con instalar sistemas de contra-medida para neutralizar las armas enemigas.

## Lista de tanques superpesados
Reino Unido
- TOG1 – 80 toneladas; construido en 1940; diseñado para condiciones similares a las experimentadas en la PGM; un prototipo.
- TOG2 – 80 toneladas diseño mejorado del TOG1; un prototipo.
- Flying Elephant – Proyecto de la Primera Guerra Mundial con un peso de 100 toneladas; no construido.
- A39 Tortoise – 80 toneladas, diseñados para atacar fortificaciones. 6 prototipos completados.

Francia
- Char 2C – 69 toneladas; Tecnología de la era de la Primera Guerra Mundial; 10 construidos, en servicio desde 1921 hasta 1940; obsoleto al inicio de la Segunda Guerra Mundial, 9 destruidos para impedir que fuesen capturados y el último restante fue exhibido en Berlín como trofeo de guerra.
- FCM F1 – 139 toneladas; Sustitución del Char 2C con tecnología de la Segunda Guerra Mundial con el fin de atacar fortificaciones; ordenado pero no construido al momento de la Caída de Francia en 1940.

Alemania nazi
- Panzer VII Löwe – Aproximadamente 95 a 100 toneladas; cancelado a favor del Maus.
- Panzer VIII Maus – 188 toneladas, dos prototipos construidos. Ambos fueron capturados por el ejército soviético, aunque uno fue destruido parcialmente. Uno se encuentra en exhibición en el Museo de tanques de Kubinka.
- Panzerkampfwagen E-75 – 95 toneladas, diseñado para reemplazar al Tiger II. Nunca construido.
- Panzerkampfwagen E-100 – 140 toneladas; soldados británicos capturaron un chasis incompleto en una fábrica, luego fue desguazado.
- Panzer IX – Concepto presentado en la revista Signal.
- Panzer X – Otro concepto de Signal.
- Landkreuzer P. 1000 Ratte – 1,000 toneladas; cancelado, no hay evidencias de que se comenzara a construir.

Imperio japonés
- Series O-I
  - "Tanque superpesado" – 120 toneladas. Supuestamente se produjo un prototipo en 1943.[3]
  - "Tanque ultrapesado" – Modificación del tanque superpesado O-I con cuatro torretas. Solo planificado.

Unión Soviética
- T-42 (TG-V) – 100 toneladas con dos cañones principales de 107 mm y cuatro sub-torretas. Se produjeron planos y modelos.[4]
- KV-4 – Proyecto de 1941. Tanque de 90 a 100 toneladas, con un cañón principal de 107 mm y uno secundario de 45 mm o 76 mm; se consideraron varias configuraciones, pero se escogió el modelo con un cañón de 107 mm montado en el chasis y un cañón de 76 mm montado en la torreta.[5] Solo se evaluó su viabilidad, nunca se construyó.
- KV-5 – otro diseño de la serie Kliment Voroshilov de 100 toneladas. Armado con el mismo cañón de 107 mm en una torreta de diseño similar a la del KV-2, y dos torretas armadas con ametralladoras de 12,7 mm (una en la parte anterior del chasis y otra sobre la torreta principal), propulsado por dos motores diésel V2 debido a la indisponibilidad en ese tiempo de la guerra de un motor de 1200 hp. El proyecto se detuvo debido al Sitio de Leningrado y se canceló sin haber construido algo.

Imperio ruso
- Tanque del Zar – Una plataforma de fuego sobre ruedas gigantes de 1914, la cual fue abandonada debido a su bajo poder de fuego, pobre movilidad y su vulnerabilidad a la artillería.

Imperio alemán
- K-Wagen – 120 toneladas métricas; dos casi completados al término de la Primera Guerra Mundial. Ambos fueron demolidos.

Estados Unidos
- T28 – También conocido como T95 GMC, diseñado para atacar fortificaciones pesadas. 86,2 toneladas métricas; 2 prototipos construidos después de la Segunda Guerra Mundial; por su diseño se dice que es un cañón autopropulsado. Uno se encuentra en exhibición en Fort Benning, Georgia.